# Arseni Sañé
Arseni Sañé (Terrassa, 1976) és un ex-jugador i entrenador de hockey herba terrassenc i català. Format al planter del club Atlètic Terrassa Hockey Club inicia el seu camí com a jugador a l'edat dels 7 anys. Passa per totes les categories infantils del club i arribar a jugar amb el primer equip masculí l'any 1999. Forma part del Divisió d'Honor masculí durant tres temporades i després es desplaça a viure, estudiar i a jugar a hockey a Holanda. La seva carrera esportiva segueix primer al SCHC neerlandès i després al HIC. A partir d'aquí, i coincidint amb el seu retorn a Terrassa, s'inicia la seva carrera com a entrenador de hockey herba (2005).
La seva carrera com a entrenador s'inicia al capdavant del primer equip femení de l'Atlètic de Terrassa. Tres temporades al capdavant de les "grogues" deixen el balanç d'un Campionat de Catalunya, dues medalles de plata a la Copa de la Reina (2007 i 2008), un sub campionat en la Lliga espanyola la temporada 2006-2007 i una medalla de plata en el campionat de Hockey Sala del 2006-2007.
La seva etapa davant de l'Atlètic de Terrassa es compagina amb tasques dintre de la Federació Espanyola de Hockey, com a Seleccionador español sub-16 femení. Tres anys al capdavant de l'equip més jove de la federació deixa un balanç d'una medalla d'or al 4 Nacions de Manheim (2008), d'una medalla de Bronze a l'Europeu de la Haia (2008) i d'una medalla de Plata a l'Europeu de Barcelona (2010)
Després de les tres temporades a Terrassa, fa el salt a Madrid i es posa al davant de l'equip femení del Club de Campo Villa de Madrid on obté els primers èxits com a entrenador profesional de hockey herba.

## Trajectòria com a entrenador
- Atlètic Terrassa Hockey Club (2005-2008)
- Real Federación Española de Hockey (2008-2010)
- Club de Campo Villa de Madrid (2008-2011)
- Iluro Hockey Club (2011-2018)